# Garrett Hines
Garrett Hines (Chicago, 3 de julio de 1969) es un deportista estadounidense que compitió en bobsleigh en la modalidad cuádruple. 
Participó en dos Juegos Olímpicos de Invierno, obteniendo una medalla de plata en Salt Lake City 2002, en la prueba cuádruple (junto con Todd Hays, Randy Jones y Bill Schuffenhauer), y el quinto lugar en Nagano 1998, en la misma prueba. Ganó una medalla de plata en el Campeonato Mundial de Bobsleigh de 2003.

## Palmarés internacional
| Juegos Olímpicos   | Juegos Olímpicos                | Juegos Olímpicos | Juegos Olímpicos |
| Año                | Lugar                           | Medalla          | Prueba           |
| ------------------ | ------------------------------- | ---------------- | ---------------- |
| 2002               | Salt Lake City (Estados Unidos) | Medalla de plata | Cuádruple        |
| Campeonato Mundial |                                 |                  |                  |
| Año                | Lugar                           | Medalla          | Prueba           |
| 2003               | Lake Placid (Estados Unidos)    | Medalla de plata | Cuádruple        |